# 1C Company
1C Company (Фирма "1С" en Russe) est l'un des plus importants studios de développement, d'édition et de distribution de jeux vidéo en Russie. Son siège est situé à Moscou.

## Historique
La société est fondée à Moscou par Boris Nuraliev en 1991. Elle propose alors des logiciels simples d'utilisation à des entreprises ne souhaitant pas investir dans le développement.
Le 7 mai 2024 la L'agence de renseignement militaire ukrainienne (HUR) a mené avec succès une cyberattaque contre la société russe 1C

## Les logiciels de gestion développés par 1C
1C:Enterprise 8 est une plateforme pour développement de logiciels de gestion. La plateforme est un leader du marché en Russie. La suite complète comprend la comptabilité, la gestion des contacts, stocks, documents, client pour web et plus encore. Le programme est utilisé par des dizaines de milliers de sociétés russes. Certaines configurations internationales basées sur la plate-forme 1C:Enterprise sont disponibles. Parmi eux se trouvent : "1C:Accounting Suite", "1C:Small Business".

## Les jeux vidéo développés par 1C
La division de jeux vidéo de la 1C Company se spécialise surtout dans les simulateurs de vol de combat de Seconde Guerre mondiale. Fondée par l'ingénieur aéronautique Oleg Maddox en 1992 il s'agissait à l'origine d'une société indépendante de jeux vidéo spécialisée dans les jeux de tir à la première personne et appelée « Maddox Games ». Oleg a fait s'affilier Maddox Games à 1C Company en 1999 pour former la division de jeux vidéo de cette dernière mais aussi pour travailler à la sortie de celui qui allait être le simulateur à succès IL-2 Sturmovik, sorti pour la première fois en novembre 2001. La division issue de cette affiliation s'est appelée « 1C:Maddox Games ». Mais avec sa dernière collaboration avec 1C (le simulateur, sorti en 2011, IL-2 Sturmovik: Cliffs of Dover) Oleg Maddox abandonna la 1C Company. Alors, en décembre 2012, après le départ de Maddox, la 1C Company s'associa avec le développeur 777 Studios (propriétaire à ce moment du simulateur de Première Guerre mondiale Rise of Flight) pour fonder un nouveau bureau d'étude et de développement de simulateurs, nommé « 1C Game Studios ». Dans le même communiqué où était annoncée la création de 1C Game Studios, 1C et 777 Studios avaient aussi annoncé la mise en chantier d'un nouveau simulateur de vol de combat de Seconde Guerre mondiale : IL-2 Sturmovik: Battle of Stalingrad.

### 1C Maddox Games
- IL-2 Sturmovik (2001)
- IL-2 Sturmovik: Forgotten Battles (2003)
- Pacific Fighters (2004)
- IL-2: 1946 (2006)
- Theatre of War (2007)
- IL-2 Sturmovik: Cliffs of Dover (2011)

### 1C Game Studios
- IL-2 Sturmovik: Great Battles (nommé IL-2 Sturmovik: Battle of Stalingrad en 2013 et renommé IL-2 Sturmovik: Great Battles en 2017)

## Les jeux vidéo édités et distribués par 1C